# 在日外国商工会議所
在日外国商工会議所（ざいにちがいこくしょうこうかいぎしょ）は、日本において活動する外国の商工会議所。
なお、経済産業省の許可を受けて、商工会議所を名乗っている。法人格については、NPO法人のものもあり（例：在日印度商業会議所）、また組織形態についても本国の商工会議所の日本支所という位置づけであったりと、一定ではない。

## 在日外国商工会議所の一覧

### 欧州
- 在日アイスランド商工会議所[2]
- 在日アイルランド商工会議所[2]
- 在日イタリア商工会議所[2]
- 在日英国商業会議所[2]
- 在日オランダ商工会議所[2]
- 在日ギリシャ商工会議所[2]
- 在日スイス商工会議所[2]
- 在日スウェーデン商工会議所[2]
- 在日スペイン商工会議所[2]
- 在日チェコ商工会議所[2]
- 在日デンマーク商工会議所[2]
  - 西日本デンマーク商工会議所[2]
- 在日ドイツ商工会議所[2]
- 在日トルコ商工会議所[2]
- 在日ノルウェー商工会議所[2]
- 在日フィンランド商工会議所[2]
- 在日フランス商工会議所[2]
- ・ 在日ベルギー・ルクセンブルグ商業会議所[2]
- 在日ポーランド商工会議所[2]
- 在日本ルーマニア商工会議所[2]
- ロシア連邦商工会議所日本事務所[2]

### 米州
- 在日米国商工会議所（ACCJ）[2]
- 在日カナダ商工会議所[2]
- 在日ブラジル商業会議所[2]

### アジア
- 日本アゼルバイジャン商工会議所[2]
- 日本イスラエル商工会議所[2]
- 在日印度商業会議所[2]
- 在日韓国商工会議所[2]
- 在日中国企業協会[2]
- ・・・ 日本中華總商会[2]
- 在日ネパール商工会議所[2]
- 在日フィリピン商工会議所[2]
- ベトナム商工会議所日本代表事務所[2]
- モンゴル国商工会議所・日本[2]

### 大洋州
- ・ 在日オーストラリア・ニュージーランド商工会議所[2]

### アフリカ
- 在日ナイジェリア商工会議所[2]
- 在日南アフリカ商工会議所[2]

### その他
- 在日外国商工会議所連絡会（Foreign Chambers Information Group、FCIG）[3]